# Realimentación (EP)
Realimentación es el tercer EP del grupo español de indie rock Supersubmarina, publicado el 24 de mayo de 2011 por el sello Octubre / Sony Music. El EP incluye cuatro canciones inéditas y fue editado en formatos digital y CD físico. La producción estuvo a cargo de Santos & Fluren, conocidos por su trabajo con bandas como Love of Lesbian o Sidonie. La grabación se realizó en los estudios Blind Records de Barcelona y la masterización en Sky Mastering (Escocia) por Denis Blackham.
Después del éxito de Electroviral (2010), Supersubmarina se consolidó como una de las bandas revelación de la escena indie española. Realimentación llegó como una prolongación natural de ese primer álbum, con nuevas composiciones que mostraban un sonido más elaborado y letras introspectivas, anticipando el camino que seguirían en su siguiente trabajo de estudio, Santacruz (2012).
El EP tuvo una buena acogida entre el público y fue acompañado por una gira por salas y festivales durante el mismo año. Algunos temas, como El encuentro o Puta vida, se incorporaron a su repertorio habitual en directo.

## Lista de canciones
| N.º | Título            | Duración |  |
| 1.  | «Kevin McAlister» | 4:18     |  |
| 2.  | «Puta vida»       | 2:50     |  |
| 3.  | «Emperatriz»      | 3:00     |  |
| 4.  | «El encuentro»    | 5:04     |  |

## Créditos
Supersubmarina
- José, Chino, Marín – Voz y guitarra rítmica
- Jaime Gutiérrez – Guitarra solista y coros
- Antonio, Pope, Cabrera – Bajo
- Juan Carlos, Juanca, Gómez, – Batería